# Yoshiumi (Ehime)
El pueblo de Yoshiumi (吉海町 Yoshiumi-chō?) fue un pueblo del distrito de Ochi en la región de Toyo (東予地方 Tōyo-chihō?) de la prefectura de Ehime.

## Características
Ocupaba la porción occidental de la isla Oo, perteneciente al archipiélago Geiyo (芸予諸島 Geiyo-shotō?).
Limitaba con la ciudad de Imabari, y los pueblos de Miyakubo, Hakata, Kamiura, Oomishima y Namikata (todos en el distrito de Ochi y en la actualidad parte de la ciudad de Imabari).
El 16 de enero de 2005 es absorbida junto a los pueblos de Kikuma, Miyakubo, Namikata, Oonishi, Tamagawa, Hakata, Kamiura y Oomishima, y las villas de Asakura y Sekizen, todas del distrito de Ochi, por la ciudad de Imabari.

## Accesos
Era atravesada por la autovía de Nishiseto y contaba con el intercambiador Ooshimaminami, el primero del área insular. La autovía de Nishiseto, es un complemento de la ruta nacional 317 que corre paralela y con el cual comparte los puentes interinsulares.
El puente que la une a la isla de Shikoku es el gran puente del estrecho de Kurushima, que atraviesa el estrecho del mismo nombre.
También se puede acceder por ferry desde el puerto de Imabari.